# راکی بالبوآ (فیلم)
راکی بالبوآ (به انگلیسی: Rocky Balboa) یک فیلم ورزشی و درام آمریکایی محصول سال ۲۰۰۶ با بازی، نویسندگی و کارگردانی سیلوستر استالونه است. این فیلم دنباله‌ای بر راکی ۵ و ششمین قسمت از مجموعه فیلم‌های راکی محسوب می‌شود. همچنین برت یانگ و آنتونیو تارور در این فیلم بازی می‌کنند. در این فیلم، راکی بالبوآ (استالونه)، که اکنون یک رستوران‌دار کوچک مسن است، توسط میسون دیکسون (تارور) بوکسور سرسخت به چالش کشیده می‌شود. راکی بالبوآ اولین فیلم استالونه در مقام کارگردان از سال ۱۹۸۵ بعد از راکی ۴ بود.
توسعه ششمین فیلم راکی پس از ابراز پشیمانی استالونه از نتیجه فیلم راکی ۵ آغاز شد که به عنوان یک نتیجه ناامیدکننده برای پایان فرنچایز تلقی شد. راکی بالبوآ شامل ارجاعاتی به شخصیت‌ها و اشیاء قسمت‌های قبلی است و استالونه هنگام نوشتن فیلم از مبارزات و پیروزی‌های شخصی اخیر الهام گرفته‌است. فیلمبرداری اصلی در دسامبر ۲۰۰۵ آغاز شد و تا ژانویه ۲۰۰۶ ادامه یافت، با مکان‌های فیلمبرداری از جمله لاس وگاس، فیلادلفیا و لس آنجلس است.
راکی بالبوآ در ۲۰ دسامبر ۲۰۰۶، سی سال پس از اکران اولین فیلم، در ایالات متحده اکران شد. راکی بالبوآ با تمجید از فیلمنامه، بازی استالونه، و کاوش صمیمانه در مورد شخصیت بالبوآ، به‌طور کلی نقدهای مثبتی دریافت کرد و بسیاری از منتقدان فیلم را یکی از بهترین فیلم‌های این مجموعه می‌دانستند. این فیلم بیش از ۱۵۶ میلیون دلار در سرتاسر جهان فروخت و انتظارات را برای بازگشت به باکس آفیس نسخه قبلی خود از بین برد. دنباله و اسپین‌آف، این فیلم با نام کرید در سال ۲۰۱۵ منتشر شد.

## داستان فیلم
سال‌ها از ماجرای راکی ۵ می‌گذرد. راکی بالبوآ (با بازی سیلوستر استالونه) عشق زندگی‌اش، آدریان، را از دست داده و با برادرزن و دوست قدیمی‌اش پولی (برت یانگ)، رستوران کوچک خود را اداره می‌کند. راکی هر روز بر سر مزار همسرش می‌رود و با او درد دل می‌کند. در این میان، رابرت - پسر راکی - نیز درگیر مشکلات و زندگی خود شده و کمتر می‌تواند (و البته نمی‌خواهد) به راکی سربزند. تلویزیون یک مسابقه بوکس کامپیوتری قهرمان اسبق جهان یعنی راکی با قهرمان فعلی جهان که یک جوان سیاهپوست به نام تامسون است برگزار می‌کند و براساس آمار (قدرت ضربات مشت، پایداری و…) راکی را برنده مسابقه اعلام می‌کند. پس از مدتی، این نبرد کامپیوتری رنگ واقعیت به خود می‌گیرد زیرا از راکی درخواست می‌شود که دوباره به رینگ بازگردد و با قهرمان کنونی جهان مسابقه دهد اما…

## فروش فیلم
این فیلم یک موفقیت غیرمنتظره باکس آفیس بود و فراتر از انتظارات استودیو بود و بیش از سه برابر برآوردهای شب افتتاحیه (در بهترین حالت) ۲٫۰۰۰٫۰۰۰ دلار فروش داشت. مجموع درآمدهای ناخالص باکس آفیس ایالات متحده ۷۰٫۲۶۹٫۸۹۹ دلار بود در حالی که فروش ناخالص بین‌المللی به ۸۵٫۹۵۹٫۱۵۱ دلار رسید و مجموع فروش جهانی آن به ۱۵۶٫۲۹۹٫۰۵۰ دلار رسید.